# Kazbek Zankišiev
Kazbek Kubadievič Zankišiev (in russo Казбек Кубадиевич Занкишиев?; trasl. angl. Kazbek Kubadiyevich Zankishiev; 23 maggio 1992 – 2 marzo 2024) è stato un judoka russo.

## Palmarès
- Mondiali

Baku 2018: bronzo nella gara a squadre.
- Europei

Varsavia 2017: bronzo nei -100kg.
- Campionati europei under 23:

Breslavia 2014: oro nei -90kg;
- Campionati europei cadetti:

Città del Capo 2011: oro nei -90kg;

### Vittorie nel circuito IJF
| Data          | Località | Paese   | Categoria |
| ------------- | -------- | ------- | --------- |
| 2 aprile 2017 | Tbilisi  | Georgia | Gran Prix |